# Jevgenij Leonov
Jevgenij Pavlovitj Leonov (ryska: Евгений Павлович Леонов), född 2 september 1926 i Moskva, död där 29 januari 1994, var en sovjetisk, rysk skådespelare. 
Genom ett flertal roller inom främst komedi blev han ansedd som en av Rysslands mest älskade skådespelare. Bland hans filmer återfinns Polosatyj rejs (Randiga resan), Gentlemen of Fortune, Afonja och Kin-dza-dza!. 1978 erhöll han utmärkelsen "folkets artist i Sovjetunionen".
Asteroiden 5154 Leonov är uppkallad efter honom.